# تل خزنة (حماة)
تل خزنة قرية سورية تتبع ناحية مركز السلمية في منطقة سلمية في محافظة حماة. بلغ عدد سكانها 1252 نسمة في عام 2004 حسب إحصاء المكتب المركزي للإحصاء.
تقع بين قريتي السنيده شمالا ونوى وبويضة السلمية جنوبا التابعتان لمحافظة حمص
تشتهر بزراعة الزيتون واللوز و العنب والخضروات

## وصلات خارجية
- الوحدات الإدارية في محافظة حماة نسخة محفوظة 18 أبريل 2019 على موقع واي باك مشين.